# Гулевич, Виктор Наумович
Виктор Наумович Гулевич (род. 24 ноября 1921 года в Киеве) — украинский советский историк-германист, доктор исторических наук (1981), профессор (1991).

## Биография
Участник Великой Отечественной войны. Награждён орденом Красной Звезды, медалями «За оборону Советского Заполярья», «За взятие Берлина», «За освобождение Праги», «За победу над Германией в Великой Отечественной войне 1941—1945 гг.», двумя зарубежными медалями.
В 1952 году окончил факультет международных отношений Киевского государственного университета им. Т. Г. Шевченко.
В 1956—1958 годах работал преподавателем кафедры истории зарубежных стран исторического факультета Киевского государственного университета им. Т. Г. Шевченко. Читал лекции по истории международных отношений.
В 1959—1964 годах заведовал отделом всемирной истории УСЭ АН УССР, в 1964—1978 годах — старший научный сотрудник отдела новой и новейшей истории Института истории АН УССР. В 1978 году в составе отдела переведён в новосозданный Институт социальных и экономических проблем зарубежных стран, в 1986 году стал ведущим научным сотрудником заведения.
Исследовал историю международных отношений, политические и социально-экономические проблемы Германии нового и новейшего времени, один из основателей украинской германистики. Автор около 200 научных трудов.
Кандидатская диссертация «Российско-немецкие отношения в период русско-японской войны и первой российской революции (1904—1907)» (1956, руководитель — В. А. Жебокрицкий), докторская диссертация «Борьба миролюбивых сил ФРГ против милитаризма и реваншизма (1955—1969)» (1981).

## Труды
- Миролюбні сили ФРН у боротьбі проти мілітаризму та реваншизму. 1955—1966 рр. К., 1968;
- У боротьбі проти загрози неонацизму у ФРН. 1965—1971 рр. К., 1972;
- Класи і політичні партії ФРН. К., 1975;
- Социальная структура и социальная политика США, Великобритании, ФРГ, Франции и Канады. К., 1980 (соавтор);
- Антифашистская солидарность в годы ІІ мировой войны. 1939—1945. К., 1987;
- Революционные антивоенные традиции в германском рабочем движении. К., 1988;
- Витрати й долі німецьких переселенців // Віче. 1996. № 10.